# Ferran Carvajal
Ferran Carvajal (Vilafranca del Penedès, 8 de novembre de 1976) és un actor, ballarí, coreògraf, productor i director català. Ha treballat en més de 50 espectacles escènics, una desena d'òperes, diverses sèries de televisió, pel·lícules i telefilms. Sol treballar de manera interdisciplinària, desenvolupant diversos papers alhora en les seves col·laboracions artístiques. Va ser fundador i Director Artístic de la companyia Thorus Arts.
Durant set temporades Ferran va formar part del repartiment principal d'El Cor de la Ciutat (2000-2007), la sèrie de televisió de TV3, amb la interpretació de Narcís, personatge que li va valer el Premi Especial APEI-Catalunya. Ferran també va interpretar el personatge de Robert durant tres temporades a la sèrie Infidels (2009-2011), una altra producció de TV3.

## Treballs destacats

### Director
- Tornem-hi! (2013, curt pilot de la sèrie Píndoles Isocràticas)

### Actor

#### Teatre
- La nostra classe (2011)
- Krum (2014)
- La ratera[6] (2014-2022)
- Escape Room (2018-2022, imatge registrada)[7][8]

#### Cinema
- El coronel Macià (2006)
- Psychophony (2012)[9]
- Barcelona 1714 (2019)
- Escape Room: La pel·lícula (2022)

#### Televisió
- Nissaga l'herència (1999-2000), 8 episodis[10]
- El Cor de la Ciutat (2000-2007), 106 episodis[10]
- El cas de la núvia dividida (2006) (Pel·lícula per a televisió)
- El enigma Giacomo (2009) (Pel·lícula per a televisió)
- Infidels (2009-2011), 31 episodis[10]

### Coreògraf

#### Teatre
- La nostra classe (2011)
- Krum (2014)

#### Òpera
- Der fliegende Holländer de Wagner, dirigida per Àlex Rigola
- Anna Bolena de Donizetti, dirigida per Rafael Duran
- Simon Boccanegra de Verdi, dirigida por José Luis Gómez
- El President de Thomas Bernhard, dirigida por Carme Portaceli
- Tragèdia, creada i dirigida per Àlex Rigola